# Boudjima
Boudjima est une commune de la wilaya de Tizi Ouzou dans la région de la Kabylie en Algérie. Elle est située à 21 km au nord-est de la ville de Tizi Ouzou et à 17 km au sud de Tigzirt.

## Géographie

### Localisation
Boudjima est située au nord-ouest de la wilaya de Tizi Ouzou. Dans l'aarch des Ath Ouaguenoun, Elle est délimitée par :
| Mizrana          | Tigzirt    | Iflissen   |
| Makouda          | Boudjima   | Timizart   |
| Aït Aïssa Mimoun | Ouaguenoun | Ouaguenoun |

### Les villages de la commune
Créée en 1945, la commune de Boudjima est composée de 14 localités :
- Afir
- Agni oufeqous
- Aït Amar Moussa
- Aït Hamidouche
- Boudjima, chef-lieu de la commune
- Ichtouanène
- Ighzer Nekba
- Imssalitene
- Isseradjen
- Ivalitène
- Tarihant(le plus grand village)
- Thala Teghla
- Takhamt Neldjir
- Tikaatine
- Tissegouine
- Yafadjen

## Histoire
Plusieurs vestiges indiquent que ikram
l'histoire de Boudjima est très ancienne. Ce sont des peintures rupestres remontant à la période néolithique et découvertes au niveau d'Azrou Tzizoua, deux pressoirs de Targa N Tezmatin datant du 1er siècle avant Jésus Christ, des peintures rupestres et des inscriptions libyques au niveau du site de Garoura, du village antique Lafayer, et des deux abris sous roches de Tamda Ouquelouache et Azrou Ouzaghar.
Azrou Myazen est un énorme rocher, situé au sud du village de Tarihant. Découvert en juin 1965, ce site se divise en deux abris. Le premier mesure 13 m de long, 3 m de haut et 2,5 m de profondeur. Le second de forme ovale mesure quant à lui 8 m de long sur 5 m de hauteur et 1 m de profondeur. Les autochtones avaient traduit dans ces abris, à l'aide des œuvres peintes, leurs préoccupations quotidiennes et le génie de leur langue : Le libyque. Ce site a été, un lieu de rencontre des sages d'une partie des villages des Ath Ouaguenoun afin de régler leurs différends d'où son nom « Azru Meyazen » Myazen : s'envoyer l'un à l'autre, (Le rocher des érudits). Cependant des contes, voire des mythes locaux, parlent d' « un refuge des artistes et des poètes » de la région. Ils venaient dans cet abri pour s'exprimer en paix. Parfois, Ils notaient leurs œuvres artistiques sur les murs.
Dans ce même village de Tarihant, on trouve aussi le site antique de Lafayer où gisent d'énormes blocs rocheux monolithiques étrangement semblables à ceux des vestiges de l'ancienne cité romaine de Tigzirt.

## Économie
Comme dans le reste de la Kabylie, la région de Boudjima se caractérise par la culture de l'olivier et la production d'huile d'olive.
La commune a fait parler d'elle dans la presse en menant une politique d'installation de panneaux solaires qui a permis une baisse de 50% de la facture énergétique. 

## Culture
Un salon du livre est organisé chaque année à Boudjima avec la participation de plusieurs dizaines d'écrivains et une trentaine de maisons d'édition,. La huitième édition s'est tenue en mai 2023 en présence de 140 auteurs et 46 maisons d'édition.
Un salon du livre pour enfants est organisé par l'association Imnar Afir, en collaboration avec les autorités locales. La sixième édition a eu lieu en 2024 au niveau de la bibliothèque communale «Abdellah Mohia».